# Lance!
Lance! es uno de los diarios deportivos más importantes de Brasil. Fundado en 1997, está localizado en Río de Janeiro. 